# Kibosho Kati
Kibosho Kati ist ein Verwaltungsbezirk (Ward) des Distrikts Moshi in der tansanischen Region Kilimandscharo.

## Geografie
Kibosho Kati liegt im Nordosten von Tansania nördlich der Regionshauptstadt Moshi. Der schmale Bezirk am Südhang des Kilimandscharo liegt im Süden rund 1200 Höhenmeter hoch und erstreckt sich nach Norden bis 4000 Meter.
Der Bezirk grenzt im Norden an Motamburu Kitendeni im Distrikt Rombo, im Osten an Kibosho Mashariki, im Süden an Kirima und im Westen an Kibosho Okaoni. Bei der Volkszählung 2022 lebten 9539 Menschen in 2582 Haushalten auf einer Fläche von 28 Quadratkilometern.

## Gliederung
Der Bezirk besteht aus fünf Gemeinden (Mtaa) mit 20 Orten (Kitongoji):
| Uri - Uri - Maseseweni Juu - Maseseweni Chini - Kimbuchi - Odukeni | Otaruni - Odelea - Nkonna - Ngoroshi - Maringa - Ngumitu | Uchau Kaskazini - Mshamaneni - Lima - Saa - Mndori | Uchau Kusini - Nkola - Mchona - Orosise | Maua - Maua Thella - Fumbunduni - Maua Marambo |

## Wirtschaft und Infrastruktur
- Bildung: Die Mangi-Sina Secondary School ist eine staatliche weiterführende Schule. Sie bildet rund 150 Mädchen und Burschen bis zur 4. Stufe aus.[8]
- Gesundheit: Die staatliche Apotheke „Kwa Mangi“ bietet ambulanten Patienten eine Erstversorgung und auch Impfungen an.[9]